# Scurgerea de cianură de la Baia Mare (2000)

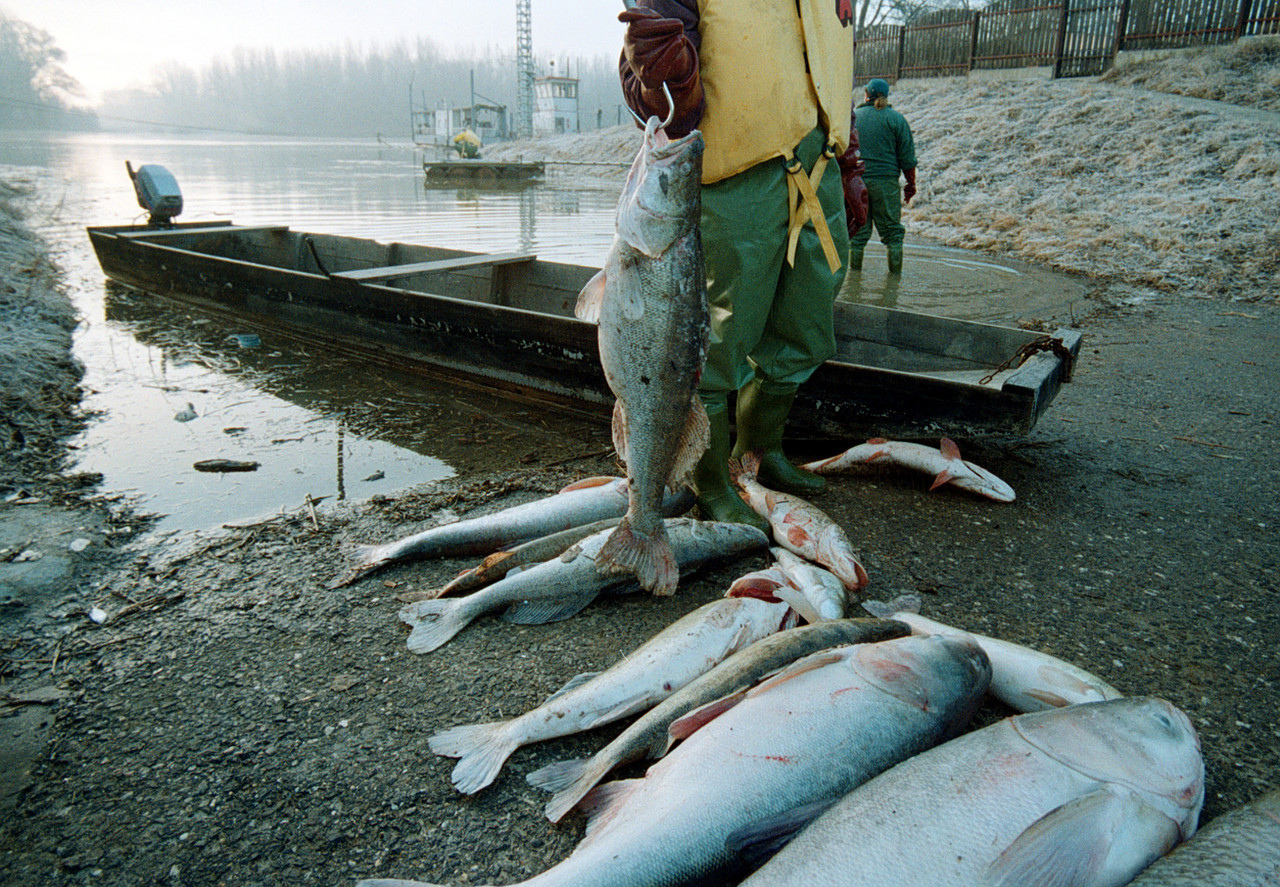
Pești morți

Accidentul minier din 2000 de la Baia Mare a constat într-o scurgere de cianură produsa lângă Baia Mare. Accidentul s-a produs la societatea Aurul S.A., un joint-venture al companiei australiene Esmeralda Exploration și al guvernului român. Cianura deversată a afectat râurile Săsar, Lăpuș, Someș, Tisa și Dunăre înainte de a ajunge la Marea Neagră. 
Apele poluate, în special Tisa și Dunărea, au provocat moartea unei mari cantități de pește în Ungaria și în Iugoslavia. Accidentul a fost unul dintre marile dezastre ecologice din Europa de după Cernobîl.

## Împrejurări
S. C. Aurul, operatorul minier, este un joint venture format de Esmeralda Exploration și de guvernul român. Compania susține că are capacitatea necesară pentru a curăța un reziduu toxic minier numit tailing, care, sub formă de praf, începuse să fie împrăștiat de vânt. Promițând că va curăța aceste reziduuri și că va continua exploatarea aurului cu ajutorul cianurilor, compania a ales să-și depoziteze noile reziduuri într-un lac de baraj în apropiere de Bozânta Mare.

## Cedarea barajului
În noaptea de 30 ianuarie 2000 barajul a cedat deversând 100.000 m3 de ape contaminate cu cianuri (aproximativ 100 de tone de cianuri) s-au împraștiat peste câmpuri și în sistemul hidrografic local.
Esmeralda Exploration a dat vina exclusiv pe căderile importante de zăpada din zonă.

## Alte scurgeri
Cinci săptamâni mai târziu, o altă scurgere, de această dată cu metale grele, a lovit regiunea.  Un dig a cedat în Baia Borșa și 20.000 m3 de apă contaminată cu zinc, plumb și cupru s-au deversat în Tisa.
Un an mai târziu, o altă scurgere de cianuri s-a produs în mod deliberat în România, în râul Siret.